# Marlies Wagendorp
Marlies Wagendorp (* 10. November 1993 in Apeldoorn) ist eine niederländische Volleyballspielerin.

## Karriere
Wagendorp begann ihre Karriere bei Blok EVC in Vaassen. 2008 ging sie zu Dynamo Apeldoorn. Die Mittelblockerin wurde mehrmals niederländische Jugendmeisterin. 2014 wechselte sie zu Sliedrecht Sport. In ihrer ersten Saison mit dem Verein gewann sie den nationalen Pokal. 2016 stand sie im Kader der niederländischen Nationalmannschaft beim Volleyball World Grand Prix 2016. Anschließend wurde sie vom deutschen Bundesligisten Rote Raben Vilsbiburg verpflichtet.